# IC 2786
IC 2786 — галактика типу S0? (спіральна галактика) у сузір'ї Лев.
Цей об'єкт міститься в оригінальній редакції індексного каталогу.